# 글루탐산 칼륨
글루탐산 칼륨(영어: potassium glutamate) 또는 모노포타슘 글루타메이트(영어: monopotassium glutamate, MPG)는 글루탐산의 칼륨 산성염으로 화학식이 KC5H8NO4인 화합물이다.
글루탐산 칼륨은 E 번호가 E622이며, 음식에 화학조미료로 사용된다. 글루탐산 칼륨은 글루탐산 나트륨(MSG)의 비나트륨 대체제이다.

## 같이 보기
- 글루탐산 암모늄